# Desy Luccini
Desy Luccini (Roma, 2 settembre 1987) è una modella e attrice italiana.

## Biografia
Nata  il 2 settembre 1987, partecipa nel 2005 a Miss Italia arrivando in finale e viene eletta Miss Deborah Toscana. Recita nel 2008 nel film Un'estate al mare, diretto da Carlo Vanzina, e nel suo sequel. Partecipa anche, nello stesso anno, ad un video musicale per "il Bagatto" dal titolo  "La rossa a metà". Mentre nel 2011 recita nella quinta serie di Camera Café, interpretando la segretaria Gloria.

## Filmografia

### Cinema
- Come tu mi vuoi, opera prima di Volfango De Biasi (2007)
- Un'estate al mare, regia di Carlo Vanzina (2008)
- Un'estate ai Caraibi, regia di Carlo Vanzina (2009)

### Televisione
- Camera Café – serie TV (2011-2012)
- Squadra mobile – serie TV (2015)